# マルコー
マルコーは、かつて日本に所在していた不動産デベロッパーの会社である。
日本で初めて、不動産投資型ワンルームマンションを導入した会社であり、1977年に東京都新宿区早稲田に「メゾン・ド・早稲田」という建物をオープンさせる。当時戸当たり600万円、表面利回り8％の高利回りのマンションとして建設された。特に1980年代後半から1990年代序盤のバブル経済時代には、土地の値段が跳ね上がるなどしたため、中には1年で1.5倍もの値段に膨れ上がったものもあった。特にマルコーは、いち早く家賃保証と賃貸管理を一体化したことや、建物管理と賃貸管理の関連会社を設けることによってサポートシステムによる連携を行うようになった。
しかし、日本政府が不動産の総量規制を行うことになり、そのあおりから経営難となり、1991年8月に会社更生法を申請し事実上倒産。
負債総額は2,777億4,000万円で、平成初の上場企業による大規模倒産となった。
その後1994年、スーパーマーケットのダイエーが再建スポンサーとなり、2001年に当初の計画から3年早めて更生手続きを終えることができたが、2002年、親会社のダイエーの経営不振の影響で、ベンチャーキャピタルから資金を調達し、ダイエーの保有していた自社株を自ら買取り、社名を「ダーウィン」と改めるが、経営改善が進まず、2004年にインボイスに買収、「インボイスRM」となるが、さらにその4年後の2008年にインボイスの業績不振により、アパマンショップホールディングスに売却され、現在は「アパマンショップサブリース」の社名となっている。